# المعهد العالي للفنون الجميلة بتونس
المعهد العالي للفنون الجميلة بتونس (بالفرنسية: Institut supérieur des beaux-arts de Tunis)‏ اختصارًا ISBAT، هي مدرسة الفنون الجميلة في تونس. وقد ساهمت في تطوير الحركة الفنية التونسية والفنون التشكيلية. يقع المعهد على الطريق الوطني التابع للجيش في حي العمران في تونس العاصمة.

## التاريخ
تأسس المعهد في عام 1923 قرب تربة الباي، تحت اسم «مركز تعليم الفن» وفي عام 1930 أخذ المركز اسم «مدرسة الفنون الجميلة بتونس».و في عام 1949، أسس خريجوها القدامى الاتجاه والمدرسة الفنية مدرسة تونس.
مديرها الأول هو بيار بويار الذي تم استبداله تباعا بجان أنتوان أرمان فرجيو ثم ببيار برجول ثم بصافية فرحات.
في عام 2008إحتفل المعهد بالذكرى ال50 لتأسيس جامعة تونس.
كما تنظم المدرسة معارض لأعمال الطلاب:
- موضوع عام 2010 هو النسيج وعرض العمل في مركز فنون البلفيدير.

هذا المعرض يعكس تقاليد الشراكة بين الأوساط الأكاديمية والصناعة الوطنية والدولية.

## الشراكة
المعهد العالي للفنون الجميلة بتونس هو مدير المدرسة العليا للفنون والثقافة بتونس، وهي في شراكة مع جامعات فرنسية عدة:
جامعة باريس 2 وجامعة رين 2 وجامعة ارتواز وجامعة أنجار.

## الاختصاصات
توجد بالمعهد العديد من الاختصاصات:
- الفنون التشكيلية
- التصميم

## طلاب قدامى
من بين طلاب المعهد السابقين:
- عز الدين علية
- عبد الفتاح بوستة
- عمار فرحات
- صفية فرحات
- عبد العزيز القرجي
- نادية الكعبي لينك
- محمود السهيلي
- الهادي التركي
- يحيى التركي
- زبير التركي
- علي الزنايدي